# Benthopecten rhopalophorus
Benthopecten rhopalophorus is een zeester uit de familie Benthopectinidae.
De wetenschappelijke naam van de soort werd in 1950 gepubliceerd door Alexander Michailovitsch Djakonov.